# Ben Reeves
Ben Reeves (Verwood, 19 novembre 1991) è un calciatore inglese naturalizzato nordirlandese, centrocampista del Southampton Under-21.

## Carriera

### Club
Esordisce in massima serie contro l'Everton, dopo aver giocato nelle coppe ed in prestito.
Il 14 luglio 2013 passa a titolo gratuito al Milton Keynes Dons, squadra allora militante in Football League One.

### Nazionale
Il 14 ottobre 2014 esordisce con la nazionale nordirlandese nella partita persa 1-0 contro la Scozia, subentrando al 78' a Ryan McLaughlin.